# Antheraea moultoni
Antheraea moultoni är en fjärilsart som beskrevs av Watson 1927. Antheraea moultoni ingår i släktet Antheraea och familjen påfågelsspinnare. Inga underarter finns listade i Catalogue of Life.